# Downing Professor of Medicine
Downing Professorship of Medicine var en av professurerna i medicin vid universitetet i Cambridge.
Lärostolen instiftades 1800 av sir George Downing, grundaren av Downing College. Professuren var ursprungligen knuten till detta college, men den skildes av ekonomiska skäl från detta i början av 1900-talet, tillsammans med posten som Downing Professor of   the Laws of England. Lärostolen lades ned efter den siste innehavarens död 1930.

## Innehavare
- Busick Harwood (1800–1814)
- Cornwallis Hewett (1814–1841)
- William Webster Fisher (1841–1871)
- Peter Wallwork Latham (1874–1894)
- John Buckley Bradbury (1894–1930)